# Estação Ferroviária de Arcozelo das Maias
A Estação Ferroviária de Arcozelo das Maias (nome anteriormente grafado como "Arcozêlo"), foi uma interface da Linha do Vouga, que servia a localidade de Arcozelo das Maias, no Distrito de Viseu, em Portugal.

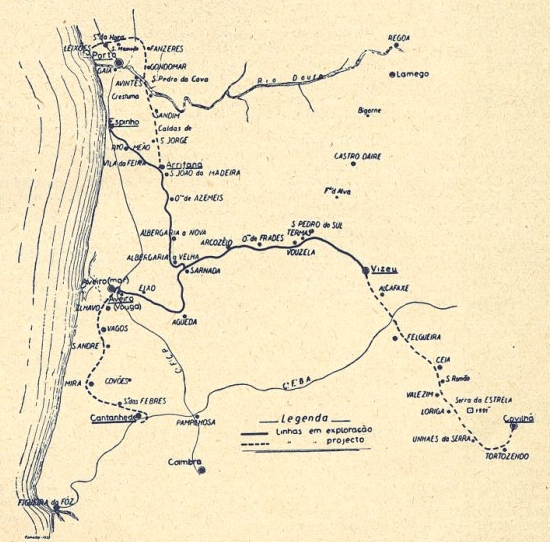
Mapa da rede do Vouga na década de 1930, onde esta gare surge com o nome de Arcozêlo.

## Descrição
A superfície dos carris (plano de rolamento) da estação ferroviária de Arcozelo das Maias ao PK 83+900 situava-se à altitude de 34 000 cm acima do nível médio das águas do mar. O edifício de passageiros situava-se do lado nascente da via (lado esquerdo do sentido ascendente, para Viseu).

## História
Esta gare inseria-se no lanço entre Ribeiradio e Vouzela, que entrou ao serviço no dia 30 de Novembro de 1913, pela Compagnie Française pour la Construction et Exploitation des Chemins de Fer à l'Étranger.
Em 1 de Janeiro de 1947, a exploração da Linha do Vouga passou para a Companhia dos Caminhos de Ferro Portugueses.
Em 2 de Janeiro de 1990, a operadora Caminhos de Ferro Portugueses encerrou a circulação dos comboios entre Sernada do Vouga e Viseu.

Durante a década de 2010-2019, o edifício da estação foi recuperado para albergar a sede de uma agremiação desportiva local (Nova Geração — Grupo Cultural e Recreativo das Maias).

## Leitura recomendada
- SILVA, José; Ribeiro, Manuel (2007). Os Comboios em Portugal. Volume III 1ª ed. Lisboa: Terramar - Editores, Distribuidores e Livreiros, Lda. 203 páginas. ISBN 978-972-710-408-6